# Доріан Рогозенко
Доріан Рогозенко (рум. Dorian Rogozenco; нар. 18 серпня 1973, Кишинів) – румунський гравець і шаховий тренер (Тренер ФІДЕ від 2012 року), після розпаду СРСР представляв Молдову (до 1998 року), гросмейстер від 1995 року.

## Шахова кар'єра
У 1990-х роках належав до основних гравців збірної Молдови. 1992 року взяв участь у командній першості Європи, а між 1994 і 1998 роками тричі в шахових олімпіадах (четвертий олімпійський старт відбувся 2000 року в складі збірної Румунії). 2001 року кваліфікувався на чемпіонат світу ФІДЕ, який проходив за олімпійською системою, де в 1-му раунді програв Михайлові Гуревичу і вибув з подальшої боротьби.
Перших успіхів на міжнародній арені досягнув на початку 1990-х років. 1992 року переміг (разом з Владиславом Неведничим) у Бухаресті, а також представляв свою країну на чемпіонаті Європи серед юніорів до 20 років, який відбувся в Сас ван Гент (поділивши 9-те місце). 1995 року поділив 1-ше місце (разом з Андрієм Максименком) у Львові, а в наступних роках досягнув успіхів, зокрема, в таких містах, як: Хемніц (1997, поділив 1-ше місце разом з Карелом ван дер Вейде), Ефоріє (1998, посів 1-ше місце), Бухарест (1998 - посів 1-ше місце, 1999 - меморіал Віктора Чокитлі, посів 2-ге місце позаду Міхаїла Маріна), Гамбург (1997 - поділив 1-місце разом із, зокрема, Кареном Мовсісяном, 2000 - поділив 1-місце разом з Іваном Фараго, Джонні Гектором, Владіміром Георгієвим, Зігурдсом Ланкою і Василем Ємеліним), Штутгарт (1998, поділив 1-місце разом із, зокрема, Сергієм Калінічевим), Гетеборг (2004, турнір Excelsior Cup, посів 2-ге місце позаду Лейфа Ерленда Йоганнессена), Гамбург (2004 - поділив 1-місце разом з Едуардасом Розенталісом і Хав'єром Морено Карнеро, 2006 - поділив 2-ге місце позаду Михайла Салтаєва, разом з Пьотром Бобрасом, Костянтином Ландою і Зігурдсом Ланкою), Бухарест (2006, поділив 1-місце разом з Луч'яном Філіпом і Чіпр'яном-Костіке Нану),вейк-ан-Зеє (2007, посів 2-ге місце позаду Дімітрі Рейндермана) і Гамбург (2008, поділив 1-місце разом з Зігурдсом Ланкою і Ахмедом Адлі).
Належить до числа співробітників компанії ChessBase, для якої підготував випущені на компакт-дисках розробки варіанту дракона (ECO B70-74 – частина І та B75-79, частина II), а також варіанту системи Алапіна (B22) в сицилійському захисті.
Найвищий рейтинг Ело в кар'єрі мав станом на 1 липня 1999 року, досягнувши 2576 очок займав тоді 2-ге місце (позаду Лівіу-Дітера Нісіпяну) серед румунських шахістів.

## Зміни рейтингу
| На цьому місці має відображатися графік чи діаграма, однак з технічних причин його відображення наразі вимкнено. Будь ласка, не видаляйте код, який викликає це повідомлення. Розробники вже працюють для того, щоби відновити штатне функціонування цього графіка або діаграми. | |
| | На цьому місці має відображатися графік чи діаграма, однак з технічних причин його відображення наразі вимкнено. Будь ласка, не видаляйте код, який викликає це повідомлення. Розробники вже працюють для того, щоби відновити штатне функціонування цього графіка або діаграми. |